# Foussemagne
Foussemagne (deutsch früher Fuchsmeng oder Fiessenen) ist eine französische Gemeinde mit 885 Einwohnern (Stand: 1. Januar 2022) im Territoire de Belfort. Sie gehört zum Arrondissement Belfort und zum Kanton Grandvillars und ist Mitglied der Grand Belfort Communauté d’Agglomération. Die Bewohner werden Foussemagniens und Foussemagniennes genannt.

## Geographie
Foussemagne liegt auf 354 m Meereshöhe, etwa zwölf Kilometer östlich der Stadt Belfort und 20 Kilometer westlich der elsässischen Stadt Altkirch (Luftlinie). Das Dorf erstreckt sich in der Burgundischen Pforte, auf dem Plateau im Vorland der Vogesen, in der weiten Talebene des Ruisseau de Saint-Nicolas.
Die Fläche des 5,10 km² großen Gemeindegebiets umfasst einen Abschnitt der nur schwach reliefierten Landschaft im Bereich der Burgundischen Pforte (Trouée de Belfort). Der zentrale Teil des Gebietes wird in Nord-Süd-Richtung von der Talebene des Saint-Nicolas durchquert, die eine Breite von rund zwei Kilometern aufweist. Der Bach entwässert das Gebiet über die Bourbeuse zur Allaine. Die Ebene im Vogesenvorland liegt auf durchschnittlich 360 m über dem Meer. Sie ist überwiegend mit Acker- und Wiesland bedeckt, zeigt aber auch einige Waldflächen. Nach Osten reicht der Gemeindeboden bis an den Bachlauf der Loutre, der teilweise die Grenze zum Elsass markiert. Im Westen dehnt sich das Gemeindeareal in die Waldung le Grand Bois aus. Hier wird mit 376 m die höchste Erhebung von Foussemagne erreicht. Der am Waldrand aufgestaute Étang des Cratsch ist einer von mehreren Weihern im Gemeindeareal und der näheren Umgebung.
Nachbargemeinden von Foussemagne sind Fontaine im Norden, Chavannes-sur-l’Étang im Osten, Montreux-Vieux im Südosten, Cunelières und Petit-Croix im Südwesten sowie Frais im Nordwesten.

## Geschichte
Vor der Französischen Revolution erschien der Ort auf Karten als Fuchsmeng, so zum Beispiel bei Mercator. Zunächst im Einflussbereich der Herren von Montbéliard stehend, gelangte Foussemagne Mitte des 14. Jahrhunderts unter die Oberhoheit der Habsburger. Das Dorf gehörte zur Herrschaft Montreux, die ab 1560 im Besitz der Familie Reinach war.
Zusammen mit dem Sundgau kam Foussemagne aufgrund des Westfälischen Friedens 1648 an die französische Krone. Seit 1793 gehörte das Dorf zum Département Haut-Rhin, verblieb jedoch nach dem Deutsch-Französischen Krieg 1871 als Teil des arrondissement subsistant du Haut-Rhin im Gegensatz zum restlichen Elsass bei Frankreich.
Von 1871 bis 1918 war Foussemagne Grenzort und Zollstation zum Deutschen Reich. Auf der Gemarkung der Gemeinde standen sechs der insgesamt 4056 Grenzsteine der damaligen deutsch-französischen Grenze.
Foussemagne gehörte dem 1997 gegründeten Gemeindeverband Bassin de la Bourbeuse an, der 2017 in die Grand Belfort Communauté d’Agglomération aufging.

## Sehenswürdigkeiten

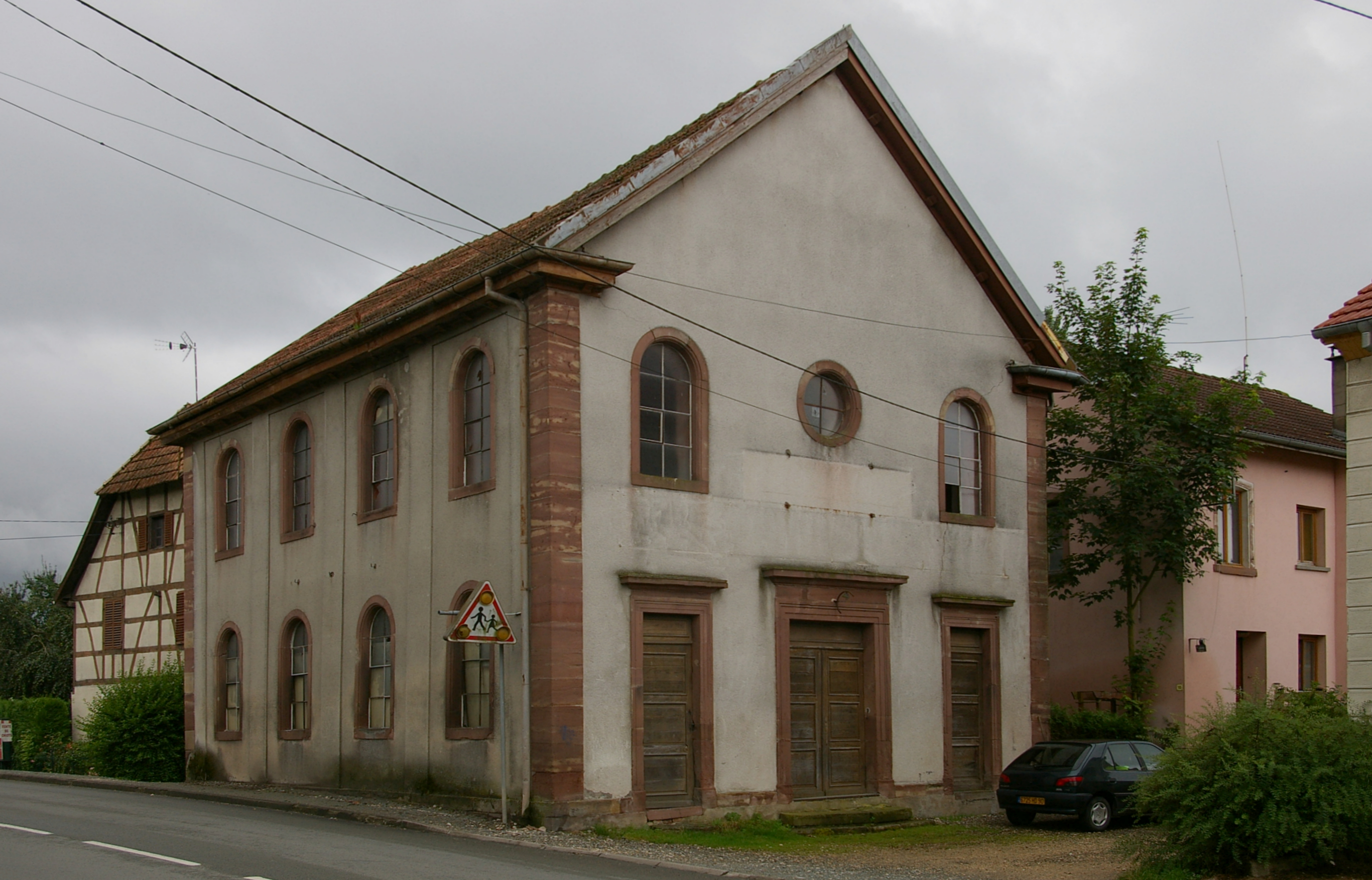
Synagoge

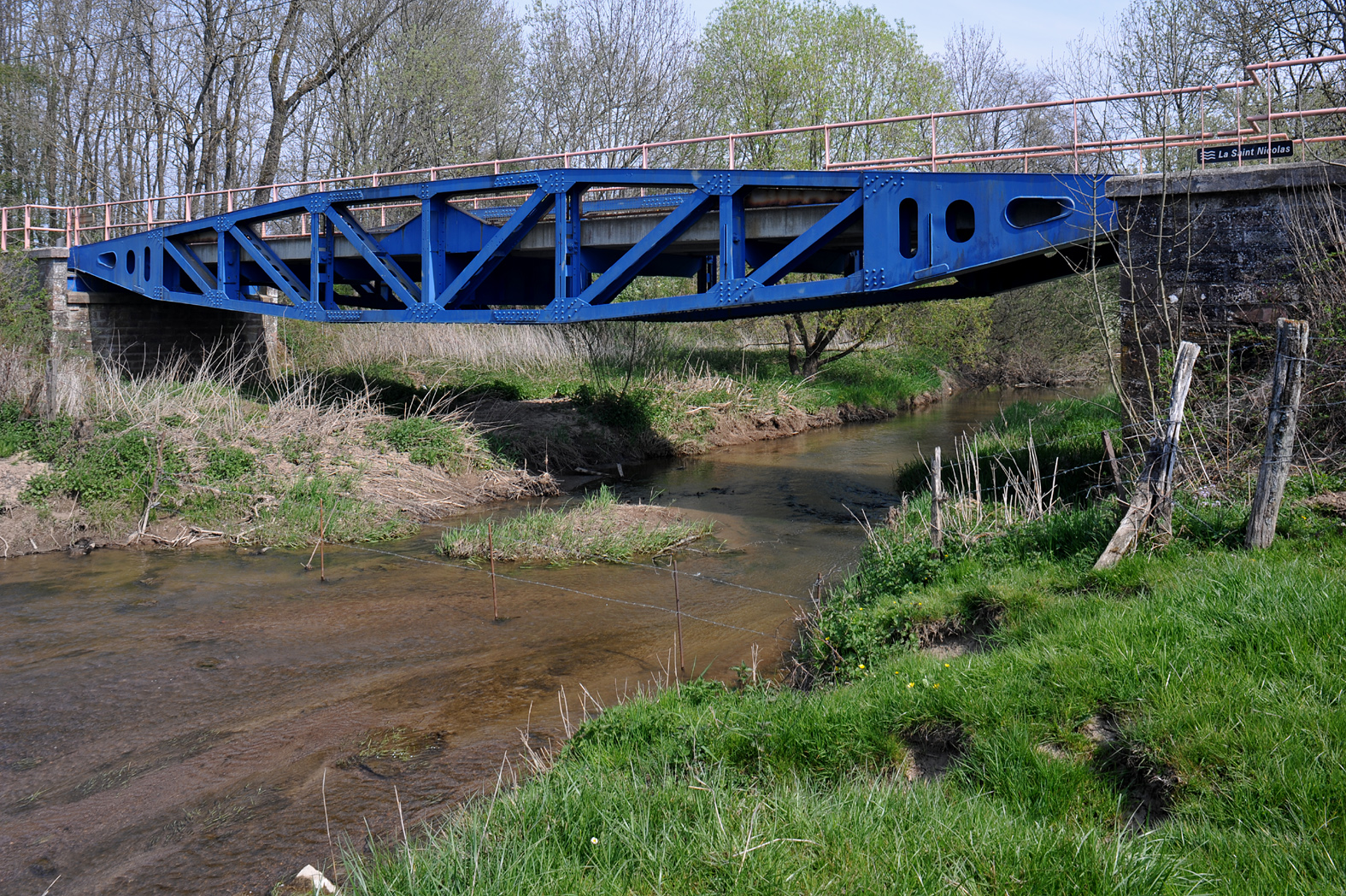
Pont d’Arromanches

- Foussemagne ist die einzige Gemeinde Frankreichs, die eine Synagoge, aber keine Kirche besitzt. Diese Tatsache erwähnt der Journalist André Frossard in seinem 1969 erschienenen Buch Dieu existe, je l’ai rencontré. Die Synagoge Foussemagne wurde 1865 eingeweiht und diente den Gemeindemitgliedern bis 1940 als Gotteshaus, ehe sie nach dem Einmarsch der Deutschen geschlossen, geplündert und ausgeraubt wurde. Im Jahr 2007 beschloss der Gemeinderat, das Gebäude zu kaufen, zu sanieren und ein Museum einzurichten. Fassaden und Dächer der Synagoge sind seit 1984 als Monument historique eingeschrieben.[2]
- Die kleine Kapelle Sainte-Anne stammt aus dem 19. Jahrhundert.
- Der 25 m hohe und 120 m³ fassende, sich heute noch in Betrieb befindliche Wasserturm wurde 1937 fertiggestellt.
- Pont d’Arromanches ist der Name der Brücke über den Fluss Saint-Nicolas an der Straße nach Cunelières. Sie wird so genannt, weil sie am 6. Juni 1944 bei Avranches als Landerampe diente. Die aus einem „Whale pier“-Element bestehende Brücke überspannte nach dem Krieg in Bourogne die Bourbeuse und wurde 1952 an den heutigen Standort versetzt und 1997 renoviert.

|  |  |

## Bevölkerung
| Jahr      | 1962 | 1968 | 1975 | 1982 | 1990 | 1999 | 2007 | 2013 | 2019 |
| Einwohner | 414  | 465  | 384  | 517  | 509  | 602  | 932  | 926  | 919  |

Mit 885 Einwohnern (1. Januar 2022) gehört Foussemagne zu den kleinen Gemeinden des Départements Territoire de Belfort. Nachdem die Einwohnerzahl in der ersten Hälfte des 20. Jahrhunderts eine abnehmende Tendenz zeigte und 1936 bzw. 1946 mit 284 ihren Tiefpunkt erreicht hatte, wurde insbesondere seit den 1990er Jahren wieder ein deutliches Bevölkerungswachstum verzeichnet, was auf die Schaffung vieler Arbeitsplätze auf einem ehemaligen Flugplatzgelände zurückzuführen ist.

## Wirtschaft und Infrastruktur
Foussemagne war bis weit ins 20. Jahrhundert hinein ein vorwiegend durch die Landwirtschaft (Ackerbau, Obstbau und Viehzucht) und die Forstwirtschaft geprägtes Dorf. Von 1872 bis 1918 kam die Funktion als Grenz- und Zollstation an der Landstraße Belfort-Altkirch hinzu. Im Norden der Gemeinde befand sich der 1914 eröffnete und 1986 aufgegebene Standort des Flugplatzes Belfort-Fontaine. Seit 1992 entsteht auf dem Gelände der Aéroparc, eine große Industrie- und Gewerbezone. Hier haben sich zahlreiche Betriebe des Transportgewerbes, des Apparatebaus, der Automobilindustrie, Logistikfirmen und Verteilerzentren sowie metall- und kunststoffverarbeitende Industrie niedergelassen.
Die Ortschaft ist verkehrstechnisch gut erschlossen. Sie liegt an der Departementsstraße D419 (ehemalige Route nationale 19), die von Belfort über Altkirch nach Basel führt. Der nächste Anschluss an die Autobahn A36 befindet sich in einer Entfernung von ungefähr sechs Kilometern. Weitere Straßenverbindungen bestehen nach Cunelières und Fontaine. Der Bahnhof im südlichen Nachbarort Montreux-Vieux liegt an der Bahnstrecke Paris–Mulhouse.

## Persönlichkeiten
- Ludovic-Oscar Frossard (1889–1946), sozialistischer Politiker und mehrfacher Minister.